# جونيتشيرو موراشيغي
جونيتشيرو موراشيغي (باليابانية: 村重 淳一郎) (1 يونيو 1973 في كاناغاوا في اليابان – )؛ هو لاعب كرة قدم سابق كان يلعب كلاعب وسط.